# Down to Earth (오지 오스본의 음반)
| 평가 점수            | 평가 점수 |
| 출처                 | 점수      |
| -------------------- | --------- |
| AllMusic             | [ 1 ]     |
| Entertainment Weekly | B+        |
| Rolling Stone        | [ 3 ]     |

《Down to Earth》는 영국의 헤비 메탈 보컬리스트 오지 오스본의 여덟 번째 스튜디오 음반이다. 2001년 10월 16일에 발매된 이 음반은 영국 음반 차트 19위, 미국 빌보드 200에서 4위에 올랐다. "오즈페스트는 잘 하고 있었어요."라고 오스본은 설명했다. "저는 그저 그레이트풀트 데드처럼 되어 투어를 계속 하고 싶었을 뿐인데, 음반 회사에서는 새로운 오지 음반을 원한다고 했어요."
《Down to Earth》는 두 개의 싱글만 발매했지만, 둘 다 미국 핫 메인스트림 록 트랙 차트 상위 10위 안에 들었고 영국 싱글 차트에서는 18위에 올랐다.
오지의 전작 재녹음에 기여한 것을 제외하면, 《Down to Earth》는 2003년 메탈리카에 입단하기 위해 떠난 베이시스트 로버트 트루히요가 참여한 유일한 오스본 스튜디오 음반이다. 이 음반은 1996년부터 오스본과 라이브로 연주했음에도 불구하고 이전에 페이스 노 모어의 드러머였던 마이크 보딘이 참여한 최초의 오스본 음반이었다. 음반에서 활동하지만, 기타리스트인 잭 와일드는 1988년 오스본 밴드에 합류한 이후 처음으로 작곡가로 기여하지 않았다. 왜냐하면 많은 곡들이 와일드가 밴드에 합류하기 전에 작곡되었기 때문이다. 오스본의 이전 기타리스트인 조 홈즈가 작사에 참여했고 오스본은 프로듀서 팀 파머와 에어로스미스의 공동작업자인 마티 프레데릭센과 같은 외부 작곡가를 선택했다.
"팀과 함께 이 음반을 작업하면서 고인이 된 기타리스트 랜디 로즈가 생각났어요."라고 오지는 파머에 대해 말했다. "그가 없었더라면 음반이 없었을 거예요... 그는 랜디처럼 놀라운 인내심을 가지고 있어요."

## 곡 목록
| #   | 제목                    | 작사·작곡                                    | 재생 시간 |
| --- | ----------------------- | -------------------------------------------- | --------- |
| 1.  | 〈Gets Me Through〉     | 오지 오스본, 팀 파머                         | 5:04      |
| 2.  | 〈Facing Hell〉         | 오스본, 파머, 스콧 험프리, 제프 니컬스       | 4:25      |
| 3.  | 〈Dreamer〉             | 오스본, 마티 프레데릭센, 믹 존스             | 4:44      |
| 4.  | 〈No Easy Way Out〉     | 오스본, 파머                                 | 5:06      |
| 5.  | 〈That I Never Had〉    | 오스본, 프레데릭센, 조 홈즈, 로버트 트루히요 | 4:23      |
| 6.  | 〈You Know...(Part 1)〉 | 오스본, 파머                                 | 1:06      |
| 7.  | 〈Junkie〉              | 오스본, 프레데릭센, 홈즈, 트루히요           | 4:28      |
| 8.  | 〈Running Out of Time〉 | 오스본, 프레데릭센, 존스                     | 5:05      |
| 9.  | 〈Black Illusion〉      | 오스본, 파머, 니컬스, 앤디 스터머            | 4:21      |
| 10. | 〈Alive〉               | 오스본, 대니 세이버                          | 4:54      |
| 11. | 〈Can You Hear Them?〉  | 오스본, 프레데릭센, 홈즈, 트루히요           | 4:58      |

## 인증
| 국가                                                            | 인증     | 판매량/출하량 |
| --------------------------------------------------------------- | -------- | ------------- |
| 캐나다 (뮤직 캐나다)                                            | 플래티넘 | 100,000^      |
| 덴마크 (IFPI Danmark)                                           | 골드     | 10,000        |
| 영국 (BPI)                                                      | 실버     | 60,000^       |
| 미국 (RIAA)                                                     | 플래티넘 | 1,000,000^    |
| ^출하량을 기반으로 한 인증 · 판매량+스트리밍을 기반으로 한 인증 |          |               |